# Охотниче (Ялтинський район)
Охо́тниче (крим. Ohotnıçe) — селище в Україні, у складі Ялтинського району Автономної Республіки Крим.
Маленьке гірське селище Охотниче розташоване на плато Ай-Петрі, на трасі Ялта-Бахчисарай.

## Історія
Час утворення поселення не встановлене, вперше воно зустрічається в «Історії міст і сіл Української РСР» 1974 року.
Проте в нинішніх кордонах селище створено рішенням Верховної Ради АР Крим в 2003 році для узаконення самобудов і легалізації стихійного туристичного бізнесу, який обслуговує туристів, що приїжджають на Ай-Петрі. Тут знаходиться верхня станція канатної дороги Місхор-Ай-Петрі з найдовшим безопорним прольотом в Європі.
З гори відкривається чудова панорама на узбережжя. Розвивається гірськолижна інфраструктура, обладнано декілька бугельних підйомників довжиною від 300 до 1300 метрів.